# Do the Reggay
Singles de The Maytals
We Shall Overcome
(1968) 54-46 That's My Number
(1968)
Do the Reggay est une chanson reggae issue du répertoire du groupe jamaïquain The Maytals. Écrite par Toots Hibbert et produite par Leslie Kong, elle est diffusée par Beverley's Records en Jamaïque et Pyramid Records au Royaume-Uni en 1968.
Do the Reggay est la première chanson populaire à utiliser le mot « reggae » et elle définit le genre en développement en lui donnant son nom,. Dans une interview à BBC Radio 6 Music, Toots déclare que ce mot vient de l'argot et qu'il désigne une personne un peu débraillée ou peu soignée.
À cette époque, « reggae » est le nom d'une danse à la mode en Jamaïque, mais la connexion établie par la chanson entre le mot et la musique elle-même conduit à son utilisation pour désigner le style de musique qui en résulte. Le tempo (132 BPM) est plus rapide que dans le rocksteady, mais moins que le ska.